# ایران فقط تهران نیست
«ایران فقط تهران نیست» یک شعار سیاسی بود که توسط حزب توده ایران در اوایل دهه ۱۳۲۰ ساخته شده‌بود؛ این شعار در اصل برای انتقال اهمیت استان‌ها و بیان شکایت منطقه‌ای علیه پایتخت استفاده می‌شد.

## موضوعات قابل توجه
- این عبارت توسط لونلی پلانت و سایر منابع راهنمای سفر به کار رفته‌است تا به این نکته اشاره کند که طبق استانداردهای محلی، تهران شهری «تقریباً جدید» است و جاذبه‌های گردشگری واقع در جاهای دیگر ایران جالب ترند.[۲]
- غلامعلی حداد عادل با استفاده از این شعار استدلال کرد که انتخابات ریاست‌جمهوری ایران (۱۳۸۸) تقلبی نبوده و اظهار کرد: «آیا موسوی می‌داند چه تعداد مردم در مناطق روستایی و روستاها به احمدی نژاد رای دادند؟ ایران فقط تهران نیست. ما می‌دانیم که آقای موسوی ۱۳ میلیون رأی آورد، اما آقای احمدی‌نژاد ۲۴ میلیون رأی آورد.»[۳]
- به دنبال پیروزی چشمگیر اصلاح طلبان در ائتلاف فراگیر اصلاح‌طلبان: گام دوم در انتخابات مجلس شورای اسلامی (۱۳۹۵–۱۳۹۴) تهران، سرمقاله ای که روزنامه محافظه کار کیهان منتشر کرد هشدار داد که «ایران فقط تهران نیست» و موفقیت آنها را نادیده گرفت و زیر سؤال برد.[۴]
- سید عباس صالحی، وزارت فرهنگ و ارشاد اسلامی ایران، در سخنرانی خود در سال ۱۳۹۶ از این عبارت برای تأکید بر توانایی‌ها و مهارت‌های موجود در شهرهای دیگر به غیر از تهران استفاده کرد: «یک واقعیت، زیرا نبوغی در استانها وجود دارد که باید مورد توجه قرار گیرد.»[۵]